# Intree- en uittreepupil

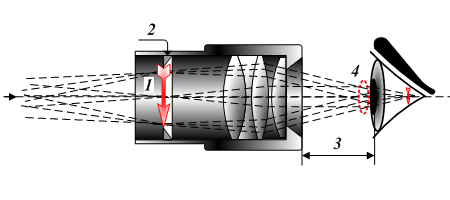
doorsnede kijker
3 = oogafstand 4 = uittredepupil

De intreepupil en de uittreepupil zijn begrippen uit de geometrische optica. Zij zijn een maat voor de maximale bundeldiameter die een optisch systeem kan verwerken, en daarmee ook voor de lichtsterkte.
Door de vele brekende oppervlakken in een optisch systeem, zoals een lenzenstelsel, heeft de lichtbundel niet overal binnen het systeem dezelfde diameter. Ergens tijdens de doorgang zal de bundel in zijn diameter worden beperkt, bijvoorbeeld door een diafragma, of door de vatting van een optisch element. Idealiter zal deze beperkende doorgang in een van de hoofdvlakken zitten. Zo niet, dan kan een ongelijkmatige lichtverdeling in het uiteindelijke beeld optreden.
De lenscomponenten vóór deze beperkende doorgang maken een afbeelding van deze doorgang; deze afbeelding noemt men de intreepupil. De door de lenscomponenten achter de beperkende doorgang gevormde afbeelding heet de uittreepupil.
De lichtsterkte van het systeem wordt uitgedrukt als de verhouding tussen de diameter van de intreepupil en de brandpuntsafstand van het gehele stelsel. Dit is in overeenstemming met de kwadratenwet. Immers de lichtsterkte is recht evenredig met de oppervlakte van de intreepupil (dus met het kwadraat van de diamater), en omgekeerd evenredig met het kwadraat van de beeldafstand (waarvoor in veel gevallen de brandpuntafstand een voor deze context redelijke benadering is).